# Ocean's Twelve
Ocean's Twelve är en amerikansk film från 2004 i regi av Steven Soderbergh. Filmen är en uppföljare till Ocean's Eleven från 2001.

## Handling
Tre år efter kuppen i Las Vegas ligger Danny Ocean och hans tio kumpaner lågt i olika delar av världen. Men deras offer, kasinoägaren Terry Benedict, lyckas på något sätt spåra upp allihop och ger dem ett ultimatum: antingen skaffar de tillbaka hans pengar med ränta, sammanlagt 97 miljoner dollar, på 14 dagar, eller så kommer han att döda dem. Detta tvingar de numera efterlysta medlemmarna i Dannys gäng att ta ett omöjligt testjobb. Men när de utför ett utstuderat inbrott i en paranoid samlares hem, upptäcker de till sin förvåning att objektet de skulle stjäla redan är stulet - av världens bäste inbrottstjuv, The Night Fox. Han tar sedan kontakt med Danny och ger honom ett erbjudande. För att visa vem som är den bäste tjuven av de två så ska de försöka stjäla de berömda Fabergéägget. Om Danny lyckas stjäla det först, inom två veckor så kommer The Night Fox att betala Dannys och de andra grabbarnas skuld till Benedict.
Samtidigt har Dannys högra hand, Rusty, stött på sin exflickvän, den Europolagent som utreder brotten som både Ocean och The Night Fox har utfört.

## Om filmen
Filmen har en hel rad cameos: Bruce Willis, Jeroen Krabbé, Eddie Izzard, Albert Finney, Robbie Coltrane och Johan Widerberg.

## Rollista (i urval)
- George Clooney – Daniel "Danny" Ocean
- Brad Pitt – Robert "Rusty" Ryan
- Matt Damon – Linus Caldwell
- Catherine Zeta-Jones – Isabel Lahiri
- Andy García – Terry Benedict
- Don Cheadle – Basher Tarr
- Bernie Mac – Frank Catton
- Julia Roberts – Tess Ocean
- Casey Affleck – Virgil Malloy
- Scott Caan – Turk Malloy
- Vincent Cassel – Baron François Toulour / The Night Fox
- Eddie Jemison – Livingston Dell
- Carl Reiner – Saul Bloom
- Elliott Gould – Reuben Tishkoff
- Shaobo Qin – Yin
- Robbie Coltrane – Matsui
- Eddie Izzard – Roman Nagel
- Johan Widerberg – Johan
- Albert Finney – Gaspar LeMarc (uncredited)